# Nuncjatura Apostolska w Mozambiku
Nuncjatura Apostolska w Mozambiku – misja dyplomatyczna Stolicy Apostolskiej w Republice Mozambiku. Siedziba nuncjusza apostolskiego mieści się w Maputo.

## Historia
W 1974 papież Paweł VI utworzył Delegaturę Apostolską w Mozambiku. 22 lutego 1996 papież św. Jan Paweł II podniósł ją do rangi nuncjatury.

## Przedstawiciele papiescy w Mozambiku

### Delegaci apostolscy
- Francesco Colasuonno (1974 - 1985) Włoch
- Patrick Coveney (1985 - 1990) Irlandczyk
- Giacinto Berloco (1990 - 1993) Włoch
- Peter Zurbriggen (1993 - 1996) Szwajcar

### Nuncjusze apostolscy
- Peter Zurbriggen (1996 - 1998) Szwajcar
- Juliusz Janusz (1998 - 2003) Polak
- George Panikulam (2003 - 2008) Hindus
- Antonio Arcari (2008 - 2014) Włoch
- Edgar Peña Parra (2015 - 2018) Wenezuelczyk
- Piergiorgio Bertoldi (2019 - 2023) Włoch
- Luís Miguel Muñoz Cárdaba (od 2024) Hiszpan